# Kankou Coulibaly (1990)
Kankou Coulibaly (Bamako, 11 aprile 1990) è una cestista maliana.

## Carriera
Con il Mali ha disputato i Campionati mondiali del 2022 e cinque edizioni dei Campionati africani (2013, 2015, 2017, 2021, 2023).